# Система за създаване на звезди
Система за създаване на звезди (на английски: Star system (filmmaking)) е обозначение на метода, по който в Холивуд систематично са се „произвеждали“ известни личности, т. нар. „звезди“.
Според повечето изследователи за такава „система“ може да се говори от 20-те до 50-те години на XX век.
В по-общ смисъл и извън непосредственото си значение по отношение на Холивуд, терминът се използва от някои изследователи и като описание на метода, по който в различни сфери на съвременния живот се създават „звезди“, например от философът Ричард Сенет в книгата му „Тиранията на интимността“. Цитат от книгата, илюстриращ въпросната система, наречена от автора „самостабилизираща се“: „Ако 5оо души са знаменити, то нито един от тях не е знаменит. За да съществуват разпознаваеми, известни личности, е необходимо поне 490 от тях да бъдат изтласкани на заден план.“